# Їгоу-Джанкшен (Флорида)
Їгоу-Джанкшен (англ. Yeehaw Junction) — переписна місцевість (CDP) в США, в окрузі Осіола штату Флорида. Населення — 235 осіб (2020).

## Географія
Їгоу-Джанкшен розташований за координатами 27°41′57″ пн. ш. 80°53′27″ зх. д. / 27.69917° пн. ш. 80.89083° зх. д. (27.699139, -80.890855). За даними Бюро перепису населення США в 2010 році переписна місцевість мала площу 4,87 км², з яких 4,85 км² — суходіл та 0,03 км² — водойми.

## Демографія
Згідно з переписом 2010 року, у переписній місцевості мешкало 240 осіб у 90 домогосподарствах у складі 67 родин. Густота населення становила 49 осіб/км². Було 124 помешкання (25/км²).
Расовий склад населення:
| - 92,1 % — білих - 1,3 % — корінних американців - 0,4 % — азіатів - 3,3 % — осіб інших рас |

До двох чи більше рас належало 2,9 %. Частка іспаномовних становила 6,3 % від усіх жителів.
За віковим діапазоном населення розподілялося таким чином: 20,0 % — особи молодші 18 років, 66,7 % — особи у віці 18—64 років, 13,3 % — особи у віці 65 років та старші. Медіана віку мешканця становила 43,5 року. На 100 осіб жіночої статі у переписній місцевості припадало 98,3 чоловіків; на 100 жінок у віці від 18 років та старших — 108,7 чоловіків також старших 18 років.
Цивільне працевлаштоване населення становило 78 осіб. Основні галузі зайнятості: транспорт — 34,6 %, мистецтво, розваги та відпочинок — 28,2 %, публічна адміністрація — 16,7 %.